# كاليب في. هاينز
كاليب في. هاينز (بالإنجليزية: Caleb V. Haynes)‏ هو ضابط أمريكي، ولد في 15 مارس 1895 في دوبسون في الولايات المتحدة، وتوفي في 5 أبريل 1966 في كارميل-بي-ثي-سي في الولايات المتحدة بسبب التهاب البريتون.